# متال گیر سالید: پیس والکر
متال گیر سالید: پیس والکر (به انگلیسی: Metal Gear Solid: Peace Walker)، یک بازی ویدئویی به سبک مخفی‌کاری و اکشن-ماجراجویی از مجموعه بازی‌های متال گیر است که توسط کوجیما پروداکشنز ساخته شده و به‌وسیلهٔ شرکت کونامی در ۲۸ آوریل ۲۰۱۰ در ژاپن و در ۱۷ ژوئن ۲۰۱۰ در انگلستان برای کنسول بازی دستی پلی‌استیشن همراه منتشر شد. رهروی صلح اولین بازی از این سری به‌شمار می‌رفت که هیدئو کوجیما برای یک کنسول همراه می‌ساخت. داستان بازی دنبالهٔ بازی‌های پرتابل آپس و اسنیک ایتر می‌باشد. لیست شخصیت‌های موجود در بازی اسنیک، آماندا، هویی، چیکو، استرانگیلو، کلمن، سیسل، میلر، پاز، گالوز می‌باشد. این بازی بعدها توسط کونامی در اواخر سال ۲۰۱۱ برای کنسول پلی‌استیشن ۳ و ایکس‌باکس ۳۶۰ به عنوان یکی از قسمت‌های مجموعه اچ‌دی کالکشن در کنار نسخه‌های پسران آزادی و اسنیک ایتر منتشر شد.

## روند بازی
سبک اصلی این بازی اکشن سوم شخص می‌باشد که جنبه‌های مخفی‌کاری آن را پر کرده‌است. شخصیت قابل کنترل در این سری، کوماندویی به نام اسنیک است که وارد ماجرایی عجیب می‌شود. رهروی صلح دارای دو حالت بازی اصلی شامل: «مأموریت» و «پایگاه مادر» می‌باشد. مأموریت در حقیقت اکشن‌های بازی را در بر می‌گیرد که در آن بازیکن باید به قلمرو دشمن نفوذ کند، درحالی که که پایگاه مادر یک حالت مدیریت شبیه‌سازی مشابه با کامرد سیستم در بازی پرتابل آپس است.

## داستان
داستان بازی در اواخر سال ۱۹۷۴ میلادی و در کشور کاستاریکا جریان دارد، جایی که گروهی شبه نظامی تحت عنوان حافظان صلح، مسلح به پیشرفته‌ترین ابزار و ادوات نظامی کنترل اوضاع کشور را به دست گرفته‌اند. دولت وقت کاستاریکا در عمل نمی‌تواند در برابر گروه محافظان صلح عکس‌العملی نشان دهد، زیرا قانون اساسی این کشور از سال ۱۹۴۸ میلادی و در پی پیروزی خوزه فیگورس در جنگ‌های داخلی قانون منع تشکیل ارتش را بتصویب رسانده‌است. بیگ‌باس به همراه گروهش تحت عنوان سربازان بدون مرز به‌طور محرمانه مأمور می‌شوند ماجرا را سر و سامان دهند، زیرا در غیر این صورت احتمال از بین رفتن تعادل میان بلوک شرق و غرب وجود خواهد داشت و ناآرامی بار دیگر دنیا را در برخواهد گرفت. کوجیما در مورد چگونگی به وجود آمدن ایدهٔ داستان رهروی صلح می‌گوید: «ایدهٔ رهروی صلح از خبری که ۵ سال پیش دیده بودم جرقه خورد. در آن زمان رئیس‌جمهور کاستاریکا حمایت خود را از ایالات متحده آمریکا در جنگ با عراق اعلام کرد. یک دانشجو در اقدامی قانونی اعلام کرد، حمایت از جنگ نقض قانون اساسی کشور است.»

## بازتاب‌ها
رهروی صلح که در گروه بازی‌های درجه یک کنسول دستی پلی‌استیشن همراه قرار می‌گیرد در عرض یک هفته در ژاپن فقط ۴۲۵۰۰۰ نسخه به فروش رساند. کمپانی آسترو که طراح و تولید لوازم جانبی الکترونیکی است، بمناسبت عرضهٔ متال گیر سالید رهروی صلح، هدست‌های مخصوص خود با لوگوی این بازی را در اختیار علاقه‌مندان قرار داد.

## پوند به بیرون
- وبگاه رسمی متال گیر سالید: سفیر صلح
- Metal Gear Solid: Peace Walker  در the Metal Gear Wiki,  ویکی خارجی